# Felix Maria Davídek
Felix Maria Davídek (ur. 12 stycznia 1921 w Chrlícach, zm. 18 sierpnia 1988 w Brnie) – czeski duchowny rzymskokatolicki, doktor filozofii, biskup Kościoła podziemnego w Czechosłowacji, lider tajnej wspólnoty eklezjalnej Koinótés.

## Życiorys
Z wykształcenia ekonomista, psycholog i filozof. 29 lipca 1945 roku został wyświęcony na księdza Kościoła rzymskokatolickiego i inkardynowany do diecezji brneńskiej. 
W latach 40. i 50. XX wieku organizował na terenie Moraw tajne struktury Kościoła katolickiego. Za prowadzenie potajemnie kursów dla kleryków był wielokrotnie prześladowany i w latach 1950–1964 więziony przez władze komunistyczne. Po zwolnieniu pracował jako pielęgniarz.
W 1967 roku został biskupem tajnej wspólnoty katolickiej Koinótés. Obawiając się całkowitego zniszczenia życia religijnego w Czechosłowackiej Republice Socjalistycznej był głównym inspiratorem kontrowersyjnego synodu w Kobeřicach z 1970 roku, na którym w sprzeczności z prawem kanonicznym Kościoła rzymskokatolickiego dopuszczono do święceń prezbiteriatu i episkopatu żonatych mężczyzn oraz pozwolono w wyjątkowych sytuacjach udzielać sakramentu kapłaństwa kobietom.
Biskup Davídek wyświęcił dla Kościoła podziemnego w Czechosłowacji kilkunastu biskupów i około stu sześćdziesięciu księży. Wśród nich byli Oliver Oravec i Ludmila Javorová.